# Dar-Salama Mbadjini
 (mai 2017).
Si vous disposez d'ouvrages ou d'articles de référence ou si vous connaissez des sites web de qualité traitant du thème abordé ici, merci de compléter l'article en donnant les références utiles à sa vérifiabilité et en les liant à la section « Notes et références ».
Dar-Salama est un village situé au sud de la Grande Comore. Ce village se trouve entre Mlalouankoudjou et Kové, tous de la région ou la préfecture de Mbadjini Est. Il est bâti aux années 1940, et il compte, en 2013, 1200 habitants. Ses deux principaux fondateurs sont Zakaria Cheikh Ali Karizombo, un grand notable de la Grande Comores, et Chanfi M'madi, qui est lui aussi un grand notable de la région de Badjini. Le nom Dar Salama est d'origine Arabe (دَارِ السَّلاَم) et signifie « la maison de la paix ».  
On peut le trouver écrire sous différentes façons : Dar Salam, Dar-Salama, Dar-es-salam, Darissalama, Dar-es-salam Dar-Salama Mbadjini Est, toutes de même sens.  
En voiture, Dar-Salama est environ 15 minutes de Foumbouni, chef-lieu de Badjini, et environ 1 heure de Moroni, capitale de l'union des Comores.

## Engagement éducatif, sportif, culturel et associatif

### Culture
La diaspora dar-salamaéenne est présente en France, à la Réunion et à Mayotte. Plus ou moins solidaire, elle apporte une aide financière très importante à la population restée au bled. Les Dar-salamaéens, comme toute la population de la Grande île, parlent le shingazidja en général, mais aussi, pour certains d’entre eux, la langue arabe et/ou le français. 
La société dar-salamaéenne, comme toute la société comorienne, et notamment celle de l’île de Ngazidja, a hérité des cultures bantoues. Elle fait, de ce fait, l’objet d’une hiérarchisation sociale de type initiatique. Il engendre trois principaux groupes :
1. Les Grands mariés (Shingazidja : Wandru Wadzima, les « hommes accomplis »), qui sont les grands notables, les hommes qui pèsent sur la vie sociale et parfois politique par le prestige lié au mariage. Ils sont autorisés à porter des vêtements spécifiques. Le poids des notables est extrêmement important, presque rien ne peut se faire sans leur assentiment.
2. Les Wanamdjis : ceux qui n’ont pas encore fait le grand mariage mais qui sont à quelques degrés près de le faire car ils ont déjà fait un peu le chemin (Mheleyo, Pandou voire mbé za Karamou). Ce groupe est donc en dessous de Wandru Wadzima. Il joue aussi un rôle indispensable dans la constitution du village.
3. Les Wazougouwa : catégorie qui se situe en dessous de Wanamdji. Les Wazougouwa sont en quelque sorte les « enfants » de Wanamdji.
4. Les Watrotro Wamdji : ceux qui n’ont rien fait en matière du Anda, mais qui font quand-même partie de la hiérarchie du village.[pas clair]

L’une des composantes du Grand mariage à Dar-Salama, comme dans les autres localités de Ngazidja, est la célébration des fêtes. En effet, à partir du mercredi de la semaine qui débute, le fameux grand mariage marque le début des fêtes. Les principales fêtes sont : 
- Le Madjliss, célébré le mercredi ou le jeudi
- Djaliko la wanawaché plus Sambé, le jeudi
- Djaliko La Wandrwawmé plus Sambé, le vendredi
- Le samedi est très chargé, mais en général il y a 4 incontournables activités festives :

1. Ngoma za kitamadouni,
2. Lelemama ya meza, par Le groupe Wanantiliba de Dar-Salama et éventuellement d’autres invités,
3. Twarab Ya meza (Femmes), par le groupe Jeunes fidèles' de Dar-Salama et éventuellement d’autres invitées,
4. Twarab de la nuit (Hommes), par l’Orchestre Les Amistyles de Dar-Salama et éventuellement d’autres invités.

- Le dimanche, Zifafa et Mtromwana Dahoni, mbé za Karamou, sans oublier le Woukoumbi le soir, par le groupe Wanantiliba.

### Associations
À ce jour, on compte 2 associations au sein du village de Dar-Salama 
1. Association Culturelle et Éducative de Dar-Salama (ACED) : Cette dernière est créée par les élevés et étudiants qui sont à Dar-Salama. Elle a pour objectif principal encourager et inciter l'évolution, et le progrès de l'éducation au sein du village. Les adhérents organisent des cours d'entre-aide, des fêtes culturelles, des fêtes de célébration pour les élèves qui réussissent les examens nationaux (BAC, BEPC et Concours d'entrée en 6e).
2. Association Des Jeunes des Dar-es-salam en France (AJDF)[2] : c'est une association créée par les jeunes originaires de Dar-Salama qui se trouvent en France. Elle a son siège social à Marseille et a pour objectif d'encourager les jeunes et développer des activités culturelles et sportives en France et aux Comores ; renforcer la solidarité, promouvoir l'entraide et l'assistance entre les membres ; accueillir les personnes âgées désirant se soigner en France ; assurer des échanges éducatifs, culturels et sportifs avec les jeunes de Dar-Es-Salam aux Comores ; aider et accompagner l'évolution de l'éducation, de l'économie et de l'agriculture au sein du village de Dar-Es-Salam aux Comores.

## Les quartiers
Le village est divisé en 5 zones :
1. Mdrambwani
2. Mdrawadjouow
3. Chicago
4. Dzahani la djouw
5. Dzahani la mboini

## Les villes/villages voisins
Les principaux villages/villes voisins de Dar Salama sont :
- Mlalouankoudjou
- Kové
- Foumbouni
- Simboussa
- Nioumamilima
- Inané